# Biegi Ulicami Sieradza
Biegi uliczne w Sieradzu – jedna z najstarszych w Polsce cyklicznych imprez tego rodzaju. Zawody organizowane we wrześniu przez Urząd Miasta Sieradza, Miejski Ośrodek Sportu i Klub Sportowy Żeglina Sieradz. Biorą w nim udział sportowcy zawodowi i amatorzy z kraju i zagranicy, młodzież szkolna, oldboje, a także od 2002 roku niepełnosprawni na wózkach. 
Po raz pierwszy biegi zostały rozegrane we wrześniu 1960 roku dla uczczenia miesiąca odbudowy stolicy. Na początku traktowane były typowo rekreacyjnie, organizowane w ramach obchodów Dni Sieradza. Inicjatorem i twórcą idei zawodów był sympatyk sportu i twórca masowego ruchu sportowego w Sieradzu, Jan Matusiak. Poważne zawody rozegrano po raz pierwszy 11 września 1971 roku. Bieg główny wygrał Stanisław Podzoba z Cracovii, a sztafetę wokół Rynku uczniowie ze szkoły podstawowej nr 4 w Sieradzu prowadzeni przez Jana Kostrzewę. W latach 1974–85 patronat nad imprezą sprawowała redakcja Przeglądu Sportowego. 
Trzykrotnie wyścig wygrywała Wanda Panfil. Inni znani triumfatorzy to: Henryk Piotrowski, Anna Guzowska-Pacholak, Iwona Stasiak, Edward Łęgowski, Ryszard Chudecki, Ryszard Marczak, Kazimierz Maranda, Józef Rębacz, Rafał Snochowski. Zwycięzcami 50. biegów zostali: Aneta Lemiesz i Kyeva Cosmas z Kenii. Triumfatorem głównego biegu w 2013 i 2014 roku został Artur Kozłowski.